# Novaculichthys taeniourus
Novaculichthys taeniourus es una especie de peces de la familia Labridae en el orden de los Perciformes.

## Morfología
Los machos pueden llegar alcanzar los 30 cm de longitud total.

## Distribución geográfica
Se encuentra desde el Mar Rojo hasta Sudáfrica, las Tuamotu, las Islas Ryukyu y Hawái. También desde el Golfo de California hasta Panamá, incluyendo las Islas Galápagos.